# Sellanger
Sellanger ist ein Gemeindeteil der Stadt Selbitz im Landkreis Hof (Oberfranken, Bayern). Sellanger liegt in der Gemarkung Dörnthal.

## Geografie
Das Dorf besteht aus mehreren verstreut liegenden Siedlungen und aus einem Gewerbegebiet am Autobahndreieck Bayerisches Vogtland. Im Norden wird der Ort von der Kreisstraße HO 33 tangiert, die nach Selbitz zur Staatsstraße 2195 (2,6 km westlich) bzw. Die Bundesautobahn 9 unterquerend zur Bundesstraße 173 verläuft (1,4 km nordöstlich). Die Kreisstraße HO 7 führt nach Stegenwaldhaus (1,1 km südöstlich). Eine Gemeindeverbindungsstraße führt nach Rothenbürg (1,5 km südlich).

## Geschichte
Der Ort wurde 1789 von Hans von Dobeneck gegründet. Ursprünglich war die Gegend herrschaftliches Weideland für die Schafe der Rittergüter Dörnthal und Rothenbürg. Sellanger gehörte zur Realgemeinde Dörnthal. Gegen Ende des 18. Jahrhunderts bestand Sellanger aus zehn Anwesen (1 Gut mit Wirtshaus, 2 Tropfhäuser). Die Hochgerichtsbarkeit hatte das bayreuthische Stadtvogteiamt Hof. Das Rittergut Dörnthal war Grundherr der zehn Häuser.
Von 1797 bis 1810 unterstand Sellanger dem Justiz- und Kammeramt Naila. Infolge des Ersten Gemeindeedikts wurde Sellanger dem 1812 gebildeten Steuerdistrikt Selbitz und der zugleich entstandenen Ruralgemeinde Dörnthal zugewiesen. Im Zuge der Gebietsreform in Bayern wurde Sellanger am 1. April 1971 nach Selbitz eingemeindet.

### Einwohnerentwicklung
| Jahr      | 001819 | 001861 | 001871 | 001885 | 001900 | 001925 | 001950 | 001961 | 001970 | 001987 | 002021 |
| Einwohner | *      | 160    | 169    | 155    | 149    | 185    | †196   | †175   | †151   | †106   | †99    |
| Häuser    |        |        |        | 25     | 27     | 31     | †33    | †38    |        | †39    |        |
| Quelle    | [ 7 ]  | [ 10 ] | [ 11 ] | [ 12 ] | [ 13 ] | [ 14 ] | [ 15 ] | [ 16 ] | [ 17 ] | [ 18 ] | [ 1 ]  |

## Religion
Sellanger ist evangelisch-lutherisch geprägt und bis heute nach Selbitz gepfarrt.